# Mark Overmars
Markus Hendrik Overmars, más conocido como Mark Overmars (nacido el 29 de septiembre de 1958 en Zeist, Países Bajos) es un informático teórico y profesor de programación de videojuegos conocido por su aplicación de desarrollo de videojuegos Game Maker. Es el líder del Center for Geometry, Imaging, and Virtual Environments (Centro de geometría, imágenes y entornos virtuales) de la Universidad de Utrecht, en los Países Bajos. El campo de estudio de este centro es la geometría computacional y sus áreas de aplicación como la computación gráfica, la robótica, los sistemas de información geográfica, imágenes, multimedia, los entornos virtuales, y los videojuegos.
Overmars obtuvo su doctorado en 1983 en la Universidad de Utrecht, y ha sido desde entonces un miembro de la facultad de esta universidad. Además ha publicado más de 100 artículos científicos, la mayoría sobre geometría computacional, y es el coautor de varios libros, entre ellos un texto de geometría computacional de muy amplio uso. Tiene un número de Erdős de 3, debido a sus colaboraciones con otros geómetras computacionales.

## Libros
- Overmars, M. H. (1983). The Design of Dynamic Data Structures. Lecture Notes in Computer Science, no. 156, Springer-Verlag. ISBN 0-387-12330-X.
- de Berg, M.; van Kreveld, M.; Overmars, M. H.; Schwarzkopf, O. (2000). Computational Geometry, Algorithms and Applications (2da edición). Springer-Verlag. ISBN 3-540-65620-0.
- Habgood, J.; Overmars, M. H. (2006). The Game Maker's Apprentice: Game Development for Beginners. APress. ISBN 1-59059-615-3.